# Blavérisme

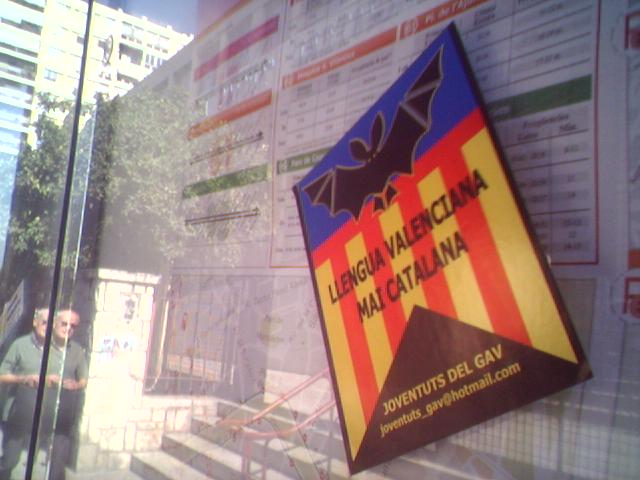
Autocollant du Grup d'Accio Valencianista, l'un des principaux groupes activistes blavéristes, rejetant l'unité du catalan et du valencien (il porte le slogan « Llengua valenciana, mai catalana », « Langue valencienne, jamais catalane ») apposé sur un arrêt d'autobus situé à proximité de l'école de magistère universitaire Ausias March. On y voit une chauve-souris, symbole de la ville de Valence, sur la frange bleue du drapeau de la Communauté valencienne dont le blavérisme tire son nom.

Le blavérisme est un mouvement politique et identitaire hétérogène, populiste, conservateur, régionaliste et espagnoliste, apparu pendant la Transition démocratique espagnole au Pays valencien (actuelle Communauté valencienne), surtout dans la capitale et son arrière-pays, essentiellement caractérisé par un anticatalanisme radical,,,. Il est souvent considéré comme un courant de l’extrême droite locale et certains de ses éléments sont apparentés au néofascisme. Une autre de ses caractéristiques notables est son anti-intellectualisme.

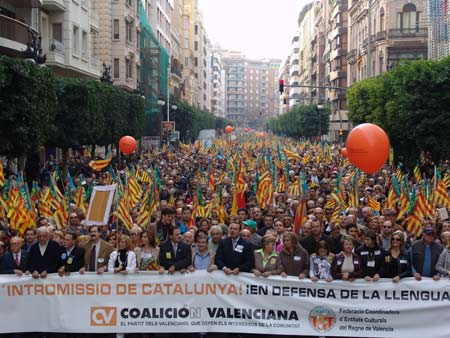
Manifestation blavériste « contre l'intromission de la Catalogne » et « en défense de la langue valencienne » dans la ville de Valence en 2004.

Le blavérisme est à l’origine d’une controverse autour des symboles identitaires de la région de Valence (son drapeau, sa dénomination et, particulièrement, sa langue propre, dont il affirme qu’elle est distincte du catalan, à l'opposé du point de vue académique),,,,. Il tire son nom du conflit qui eut lieu lors de la bataille de Valence autour du drapeau de la communauté, les blavéristes luttant pour la présence de la frange bleue (blava en catalan-valencien) du drapeau de la ville de Valence, contre le drapeau à quatre barres rouge sur fond or utilisé par le Conseil du Pays valencien (gouvernement pré-autonomique de la région).
Durant la transition, la rhétorique blavériste fut assumée par l’UCD, qui s'éloigna de ses positions centristes et modérées, et par le journal régional Las Provincias,,. De nombreux troubles à l’ordre public eurent lieu au cours de cette période — plusieurs auteurs parlent de « stratégie de (la) tension »,,, — et le processus d’autonomisation fut entravé,,,,. Bien qu'ayant toujours rencontré l'opposition des instances académiques et universitaires  en particulier sur la question linguistique, les idées blavéristes ont été partiellement assumées par le Parti populaire de la Communauté valencienne et elles ont marqué durablement la conscience identitaire et le panorama politique de la région,,,,.
Aux îles Baléares, il existe un mouvement idéologique et politique similaire (prônant le rejet du standard de l'IEC et de l'unité de langue catalane), le gonellisme, qui ne bénéficie toutefois que d'un appui social très marginal.

## Présentation

### Idéologie
Sur le plan idéologique, le blavérisme se caractérise par une grande pauvreté doctrinale,,. Plusieurs auteurs relèvent aussi qu’il fait preuve d’anti-intellectualisme. Selon le témoignage de Manuel Girona (PSPV-PSOE), alors président de la députation provinciale de Valence, les blavéristes, qui se firent remarquer autour en novembre 1979 et dans les mois suivants en incendiant à plusieurs reprises les drapeaux suspendus au balcon de la mairie de Valence, brûlèrent aussi des livres à la porte de la députation. Le journaliste Francesc Viadel, dans une monographie consacrée au blavérisme, cite également un édito de la revue Som du GAV du 18 février 1982 dans lequel le monde de la culture est comparé à un virus.
Se basant sur certaines particularités dialectales du valencien et d'autres arguments juridiques ou identitaires, le blavérisme rejette catégoriquement l'appellation de « catalan » pour la langue propre de la région et les Normes de Castellón, standard utilisé depuis 1932 et adapté de la normative de l'Institut d'Estudis Catalans, qu'il dénonce comme une forme d'impérialisme catalan, et promeut l'utilisation des Normes del Puig, approuvées par la Real Academia de Cultura Valenciana en 1978 et publiées en 1981. De façon générale, le blavérisme prétend minimiser, voire nier, toute relation culturelle, historique ou autre entre les deux régions.

### Antécédents
Au Pays valencien, on peut trouver des antécédents d'anticatalanisme dans le blasquisme, mouvement républicain populiste et anticlérical, au début du XIXe siècle. Dans son journal El Pueblo, il attaque le catalanisme, qu'il accuse d'être aux ordres de la bourgeoisie catalane, et s'oppose avec virulence aux cercles valencianistes naissants. Comme le blavérisme, il s'agit d'un mouvement populiste essentiellement actif dans la capitale et l'Horta environnante. On peut également citer le cas du peintre Josep Maria Bayarri, concepteur d'une grammaire valencienne originale basée sur l'usage oral et auteur de l'opuscule anticatalaniste El perill català (« Le Péril catalan »), publié en 1931.

### Antécédents au sécessionnisme blavériste
Au XVe siècle, l'usage du nom de « valencien » pour désigner le catalan parlé au Pays valencien, voire la langue catalane dans son ensemble, se généralise. Au siècle suivant, des changements politiques et sociologiques impliquent la minoration du catalan dans l’ensemble de son domaine linguistique et, à Valence, une castillanisation accusée de la noblesse et de l'oligarchie. Au cours de la Renaixença du XIXe siècle, la langue est le plus souvent dénommée limousin ou langue limousine. C'est ensuite le terme de catalan qui s'impose, notamment en Catalogne, pour désigner la langue, aussi bien classique et littéraire, que parlée.
En dépit de la divergence onomastique, les intellectuels minoritaires défenseurs de la langue partisans ouverts du sécessionnisme linguistique ont été historiquement fort rares. Au XVIIIe siècle, un Valencien Marc Antoni d'Orellana (1731-1813), se basant sur des écrits de Llorenç Matheu i Sanç (du XVIIe siècle), écrit Valencia antigua y moderna, traité qui expose pratiquement une doctrine sécessionniste sur la langue du Pays,. Au début du XXe siècle, on peut également citer Apuntes para una Gramática valenciana popular (1894) et Tratado de ortografía valenciana clásica (1910) de Josep Nebot, basés sur le valencien oral, les essais du peintre Josep Maria Bayarri Alfavetisacio dels valensians et Gramatica valensiana (1967), ou la Gramàtica elemental de la llengua valenciana de Lluís Fullana (1915), qui n'auront pas d'incidence significative. En 1932 les Normes de Castellón, adaptation des normes catalanes de l'IEC aux variantes valenciennes, sont largement adoptées par les principales institutions culturelles valenciennes.

### L'argumentaire sécessionniste
La controverse remettant en cause la catalanité du valencien prend de l'ampleur grâce au blavérisme dans les années de la transition.
Pour expliquer les origines du valencien, différents types d'arguments ont été retenus par les partisans du sécessionnisme.
Une part d'entre eux soutiennent qu'il proviendrait du mozarabe de Valence, sans aucun élément documentaire probant pour attester cette hypothèse,. Au contraire, le peu que l'on connaît du mozarabe de Valence (qui diffère notablement de celui de Lérida, extrêmement proche du catalan occidental constitutif), laisse penser à deux langues aux physionomies bien différentes : le mozarabe de Valence conserve les o finaux, maintient certaines sourdes intervocaliques inusuelles, conserve la diphtongue latine ai, ne palatalise pas -nn-, conserve -n final, etc.,,.
D'autres, admettant que le valencien est bien dérivé du catalan, soutiennent qu'il s'en est depuis suffisamment différencié pour constituer une langue différente. D'autres encore prétendent que le catalan n'existait pas à l'époque de la reconquête de Valence, et que dans ces conditions, il n'a donc pu être importé à ce moment,. Selon ces derniers, les colons auraient apporté une forme de parler roman, qui aurait évolué in situ pour devenir le valencien, tandis qu'il aurait débouché sur le catalan en Catalogne.
Quelques auteurs ont défendu ces théories depuis la fin des années 1970. Les principaux sont l'historien Antonio Ubieto,,, professeur à l’université de Valence (1958-1977) puis à celle de Saragosse décrit comme « pragmatique avec le régime franquiste » et « franc-tireur pour ses idées historiques », qui défend l'idée d'une colonisation très majoritairement aragonaise du royaume à sa fondation en se basant sur une interprétation personnelle du Llibre del Repartiment et le philologue Leopoldo Peñarroja Torrejón, partisan d'une ascendance mozarabe pour le valencien,. On peut également citer l'essai de Vicente Simó Santonja, membre du Centro de Cultura Valenciana (antécédent direct de la RACV, principale organisation de promotion du blavérisme avec Lo Rat Penat) et notaire de profession, ¿Valenciano o catalán? en 1975.
Pendant plus de 6 ans, des inconnus ont fait croire à l'existence d'un éminent philologue nommé Bernhard Weis, supposément de l’université de Munich, qui aurait été un défenseur de l'existence d'une « langue valencienne » indépendante du catalan. Ses supposées participations à des colloques dans la région a été relayée par différents journaux locaux, particulièrement Las Provincias. Finalement, il s'est avéré en 1985 que cette personne n’existait pas, et qu'il n'y avait aucun linguiste du nom de Weis à l'université en question.
Les théories des sécessionnistes ont depuis été largement réfutées par la communauté scientifique,,,,,,,,,,,,,, et sont démenties par l'état actuel des connaissances sur les Mozarabes et par la situation linguistique, qui révèle la grande homogénéité du valencien et du catalan nord-occidental, dialecte parlé dans la région de Lérida et une grande partie de la province de Tarragone, homogénéité qui est une caractéristique habituelle des dialectes consécutifs. Ainsi, un locuteur catalan nord-occidental d'Andorre et un locuteur valencien méridional parlent des variétés fondamentalement proches, toutes deux relativement fort éloignées du catalan oriental tel qu'il est par exemple parlé à Barcelone. De même, la théorie sur l’ascendance mozarabe du valencien butte face à l’existence d’une frontière linguistique bien marquée, avec des zones de transition très compactes, entre les zones de langues valencienne et celle de langue castillano-aragonaise, difficilement explicable sans recourir au processus historique de reconquête et le repeuplement qui l’a accompagné. Le discours blavériste tend à simplifier à l'excès en limitant le catalan au dialecte barcelonais et en mettant l'accent systématiquement sur les divergences,. La rhétorique sécessionniste tend à « transformer l’usage normatif du valencien en un symptôme inéquivoque de catalanisme », si bien que, suivant ses critères, « le niveau zéro de catalanisme n'est garanti qu'avec la substitution linguistique, c'est-à-dire la castillanisation idiomatique. »

### Naissance et première période
Selon Vicent Bello, auteur de la première monographie de référence sur le blavérisme,,,, le mouvement naît au cours des fallas de 1976. Au début de la transition, le mouvement anticatalaniste n'a qu'un écho très limité et reste circonscrit à des cercles réduits d'agitation et d'activisme politiques, dont les éléments les plus visibles sont directement héritiers du franquisme. Il est alors connu sous le nom de búnker barraqueta et est particulièrement influent dans le milieu des fallas ,. La principale incarnation de ce courant est le parti Unió Regional Valenciana, fondé par Ignacio Carrau (dernier président franquiste de la députation de Valence) et Miguel Ramón Izquierdo (dernier maire franquiste de Valence). Il participe aux élections générales puis aux municipales de 1979 mais, obtient de très modestes résultats. Lors du premier congrès de l'URV tenu en octobre 1979, l'aile progressiste et nationaliste s'impose, et le parti est refondé en Esquerra Nacionalista Valenciana (Gauche nationaliste valencienne), qui perdure encore aujourd'hui mais n'a jamais rencontré de succès aux urnes. L'aile conservatrice, incarnée par des figures comme Miguel Ramón Izquierdo, Vicent González Lizondo ou Vicente Ramos Pérez, constitue le germe d'Unio Valenciana (UV), parti fondé en 1982 qui, sous la direction du second, aura une influence notable dans la vie politique valencienne entre 1988 et 1996.
En octobre 1977 est fondé le Grup d'Accio Valencianista (sic) ou GAV, groupe activiste notamment financé par la députation provinciale de Valence, qui sera un instrument récurrent de l'anticatalanisme dans la région,.

### Une réaction au pancatalanisme de Joan Fuster
Le blavérisme est souvent présenté, en particulier par ses défenseurs, comme une réaction aux thèses pancatalanistes de l'intellectuel valencien Joan Fuster, exposées notamment dans son influent essai Nosaltres, els valencians publié en 1962. L'analyse par ce dernier de la question identitaire valencienne le mène à des conclusions essentialistes et radicales : accordant une importance capitale au facteur linguistique, il en déduit que les « Catalans stricts », les Valenciens et les Baléares forment un seul peuple (le peuple catalan), une seule nation, qui s'est trouvée divisée par les vicissitudes de l'histoire et qui doit à présent récupérer une conscience unitaire, sans quoi le peuple valencien est condamné à disparaître en étant assimilé par la culture castillane.
En 1963, en représailles à la publication de son guide touristique El País Valenciano (en castillan), il est victime d'une violente campagne de presse relayée par la presse locale et un « ninot » à son effigie est brûlé aux fallas de la capitale, manipulées par la dictature franquiste,,,,. En 1963, Las Provincias publient l'article de Miquel Adlert La valencianidad de los churros, qui s'oppose au projet national fustérien, réservé aux zones catalanophones du Pays valencien. En 1965, l'historien Francesc Almela i Vives publie Valencia y su reino dans lequel il défend l'idée que le valencien serait un descendant du mozarabe,. En 1971, Valencia, ciudad abierta de José Ombuena place lui aussi Valence en dehors de l'orbite d'influence catalane, en exagérant l'apport aragonais dans l'ancien royaume,. Ces réactions constituent le germe de ce que sera la blavérisme, mais elles restent pour l'instant recluses au petit monde culturel valencianiste.
Les thèses de Fuster jouissent d'un écho très favorable et sont adoptées par une bonne part des intellectuels et des nouvelles générations universitaires au cours des années 1960. Fuster est perçu comme un référent de premier ordre dans la lutte contre le franquisme et ses idées influencent fortement les mouvements de gauche. Leur succès implique tout à la fois une rénovation fondamentale du valencianisme (on parle fréquemment de nou valencianisme, « nouveau valencianisme », pour désigner le fustérianisme) et une rupture au sein de celui-ci. Les opposants au fustérianisme finissent par s'unir et dériver vers des positions clairement anticatalanistes lors de la transition.
Artur Ahuir, ancien membre de l'Acadèmia de Cultura Valenciana —exclu à la suite de son intégration dans l'Académie valencienne de la langue, soutient que, en réaction à ces propositions, les blavéristes en arrivèrent à nier l'unité de la langue pour rejeter l'unité nationale promue par Fuster.
Au cours de la transition, Fuster est victime de deux d'attentats à la bombe survenus à son domicile, dont les auteurs n'ont pas été identifiés.

### Une stratégie de l'UCD pour contrer l'hégémonie de la gauche
Certains analystes et détracteurs du blavérisme relativisent toutefois l'importance de ce point de vue. Pour eux, l’explication de l'essor du blavérisme, qui naît en tant que mouvement autour de 1977 en pleine transition démocratique, réside dans une stratégie mise en place par l'Union du centre démocratique (UCD), parti exerçant le pouvoir central à Madrid durant la Transition (1977-1982) qui assume à Valence, sous l’impulsion de quelques personnalités comme  Fernando Abril Martorell, Manuel Broseta et Emilio Attard, le discours blavériste après les élections générales espagnoles de 1977, au moment où se met en place de façon décisive le système démocratique en Espagne et la configuration des régimes autonomiques,,,,.
Après les élections de 1977, au cours desquelles la gauche est majoritaire dans les trois circonscriptions valenciennes, ceux-ci auraient décidé d'incorporer l'anticatalanisme, en écartant les voix discordantes à droite comme Francesc de Paula Burguera, afin de freiner l'avancée des socialistes et communistes, partisans de bonnes relations avec la Catalogne et de la récupération du valencien, en les accusant d'être « catalanistes » afin de les stigmatiser dans la représentation populaire,,,,,,. Le modèle pancatalaniste forgé par l'intellectuel valencien Joan Fuster, prônant le resserrement des liens culturels et politiques entre les régions de langue catalane, repris (avec plus ou moins de conviction et d'opportunisme) par une large part du spectre politique de la gauche valencienne, fut stigmatisé et présenté comme une menace à l'intégrité communautaire,,,.
C'est l’arrivée d'Abril Martorell à la tête de la section valencienne de l'UCD à la suite de la démission d'Attard qui marque un changement radical et l'adoption du discours blavériste par le parti. Auparavant, sous la direction d'Attard, l'UCD avait plutôt défendu une position régionaliste modérée,.
L'année suivante, l'écrivain valencianiste Vicent Andrés Estellés est exclu de la rédaction en chef du journal régional Las Provincias. María Consuelo Reyna prend la direction du journal qui devient dès lors le porte-parole des idées blavéristes et de l’anticatalanisme,.

Drapeau officiel à partir de la validation du Statut d'autonomie de la Communauté valencienne, il porte la frange bleue, d'où les blavéristes tirent leur nom.

Drapeau du Conseil du Pays valencien.

L'identification de l’UCD valencienne avec les thèses anticatalanistes devient totale et contraste avec l'idéologie centriste, consensuelle et modérée, que le parti inspire au niveau de l'État,,,. Au cours des négociations relatives au Statut d'autonomie de la région, l'UCD défend la senyera coronada, drapeau couronné de bleu, contre le drapeau à quatre barres revendiqué par la gauche, la dénomination exclusive de « valencien » pour désigner la langue régionale sans aucune référence à sa filiation linguistique, ainsi que la dénomination de « royaume de Valence » pour la région, contre celle de « Pays valencien », défendue par la gauche et auparavant consensuelle.
Malgré sa position minoritaire, l'UCD valencienne fait valoir ces oppositions afin de bloquer le processus de constitution autonomique, qui requiert en théorie un large consensus pour avancer. Face à cette situation et en signe de protestation, les socialistes quittent en décembre 1979 le Conseil du Pays valencien, organe censé conduire le processus dans la région, devenu ingouvernable,. Le Conseil est ensuite dirigé par Enrique Monsonís de l'UCD, en contradiction avec les conditions prévues par le règlement de l'entité, qui nomme des conseillers tous affiliés à son parti. Finalement, lors de l'approbation finale du projet de statut aux Congrès des députés, où l'UCD espagnole est majoritaire, ce sont les propositions symboliques et identitaires du parti qui sont retenues, excepté celle relative à la dénomination du territoire, le choix portant sur la nouvelle dénomination de « Communauté valencienne » suggérée par Attard.

### Unió Valenciana
Avec le temps, UV finit par devenir l'unique référent significatif du valencianisme blavériste. Mené par Vicent González Lizondo, UV obtint une représentation parlementaire aux Corts valenciennes et une importance présence à l'échelle municipale, particulièrement dans la province de Valence. Il récolta ainsi 10,5 % des votes aux élections autonomiques de 1991 et le Parti populaire forma avec lui un gouvernement de coalition lors de la législature de 1995-1995. Depuis 1994 toutefois, et après avoir connu plusieurs scissions, le parti a perdu une grande partie de son influence électorale, et plus aucun autre parti blavériste n'a obtenu depuis de résultats notables.

### Le Parti populaire

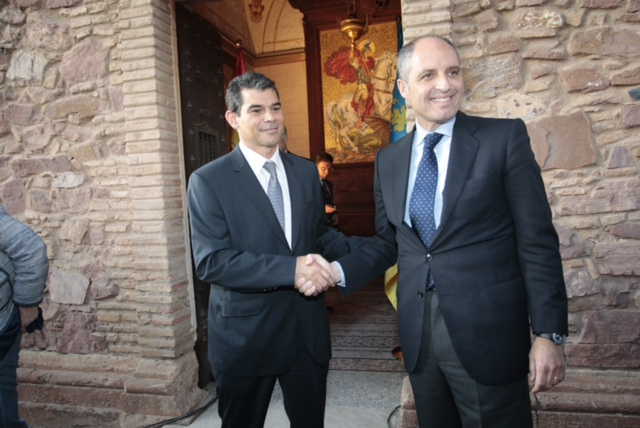
Le leader du Parti populaire de la Communauté valencienne, Francisco Camps, et celui d’Unio Valenciana, Josep Manuel Miralles, en 2011.

La violence anticatalaniste s'est poursuivie, avec des dégradations ou des attaques récurrentes dirigées contre les groupes valencianistes, les biblbiothèques, librairies, etc.
En 1995, le Parti populaire accède au gouvernement de la région avec le soutien du parti blavériste Unio Valenciana. Un travail de censure est alors mis en place afin d'évacuer des manuels scolaires de valencien des écoles primaires et secondaires tous les écrivains originaire des autres régions du domaine linguistique catalan, les dénominations de « catalan » ou  « Pays valencien » et toutes les références aux Pays catalans.
Le Parti populaire de la Communauté valencienne a intégré une partie du discours blavériste, qui subsiste essentiellement à niveau latent, susceptible selon certains observateurs de ressurgir en cas de menace de la gauche valencianiste.[réf. nécessaire]

## Controverse sur les origines du valencien
Le cheval de bataille du blavérisme est l'entretien d'une controverse portant sur la nature de la langue des Valenciens, à laquelle il refuse radicalement l’application du qualificatif de « catalan ». Cette attitude de rejet trouve ses racines dans des usages anciens et quelques antécédents historiques.

### Les normes del Puig
Les secteurs blavéristes sont promoteurs de normes orthographiques alternatives, les Normes del Puig, élaborées par la Real Academia de Cultura Valenciana et publiées en 1981, qui n'ont connu qu'une modeste diffusion. Deux versions fortement amendées de ces normes, allant jusqu'à pratiquement supprimer les accents écrits, furent publiées au cours de la décennie. En dépit de quelques initiatives, comme une version du statut d'autonomie de 1982 publiée à l'initiative de la députation de Valence, où la diffusion par Las Provincias d'environ 30 000 dictionnaires édités par la municipalité de Valence, ces normes ne se sont pas étendues de manière significative au-delà des milieux les ayant élaborées et revendiquées (essentiellement la RACV et Lo Rat Penat),. Le 21 septembre 1998, une sentence du Tribunal suprême espagnol interdit à la municipalité de Benifaió d'en faire usage dans sa communication interne, et établit une jurisprudence confirmant que les questions de normalisation linguistique sont du seul ressort de la Communauté autonome,.
Les normes orthographiques utilisées « par défaut », aussi bien dans les textes institutionnels (à l'exception d'une version du Statut d'autonomie de la Communauté valencienne publiée par la députation de Valence au cours de la transition) que dans l'enseignement, ainsi que, très majoritairement, chez les éditeurs, sont restées conformes au standard de 1932. Jusqu'à la création de l'AVL, c'est l'Institut interuniversitaire de philologie valencienne qui avait servi de référent institutionnel à la Généralité,.

### Création de l'AVL et politique linguistique
En 1998, sous l'impulsion de son président Eduardo Zaplana (pourtant connu comme proche des milieux blavéristes,) du PP, et à la suite d'un accord conclu avec la Generalitat de Catalogne présidée par Jordi Pujol, la Generalitat valencienne fonde la première institution normative officielle du valencien, l'Académie valencienne de la Langue (AVL), dans l'optique de mettre fin au conflit sur la langue. Il faudra toutefois attendre juin 2001 pour que ses membres soient nommés et qu'elle entame la mise en place d'un corpus normatif, conforme aux Normes de Castellón. Malgré des tentatives du gouvernement valencien de Francisco Camps (lui aussi du PP) pour annuler ses déclarations,, l’AVL fit par la suite une série de déclarations reconnaissant explicitement l’unité du catalan et du valencien,. Depuis 1998, le nombre d'ouvrages publiés dans les Normes del Puig est en recul mais le conflit perdure dans certains milieux (essentiellement les cercles de Lo Rat Penat et de la RACV), davantage alimenté par des motivations idéologiques et identitaires que philologiques.
Le panorama politique valencien est depuis la transition resté dominé par les deux principaux partis étatiques, le PSOE et le Parti populaire espagnol, dont les gouvernements successifs à la tête de la Communauté ont pendant longtemps entretenu l'ambigüité sur le sujet de la langue valencienne,,, en dépit de l'univocité de la communauté académique et universitaire dans son ensemble,,, et d'une grande partie du monde politique valencianiste.

## Conséquences
Dans sa thèse de doctorat consacrée aux liens entre anticatalanisme et identité valencienne, le sociologue Vicent Flor parvient à la conclusion que l'un des succès du blavérisme a été de créer plusieurs tabous dans la société valencienne, en particulier le rejet du nom de « Pays valencien » pour la région et celui de « catalan » pour la langue propre de la communauté,. Selon le même auteur, le mouvement a permis le passage d'un anticatalanisme conjoncturel, durant la transition, à un anticatalanisme structurel, l'espagnolisme devenant une valeur refuge pour une majorité de Valenciens.
L'hispaniste français Franck Martin rapporte que, dans le cadre de son travail de thèse en sociolinguistique sur la Communauté valencienne, il a très souvent trouvé des documents, historiques ou contemporains, volontairement abîmés, avec des pages arrachées, des passages raturés, ce qu'il nomme du « vandalisme partisan », « dès lors qu'[ils] traitent de l'identité de la langue régionale de Valence ».
Selon une enquête du CIS réalisé en 2004, la grande majorité des Valenciens (64,4 %) considèrent, contre l'avis largement majoritaire dans les milieux académiques et universitaires, que valencien et catalan sont deux langues différentes ; une enquête de la Généralité valencienne publiée dix ans plus tard indique que cette proportion diminue à environ un Valencien sur deux (52.4 %).

### Audiovisuel
- (ca) Valencians i catalans. Cosins o germans?, reportage de TV3, 09/11/1997, 34:28
- (ca) Del roig al blau. la transició valenciana, de Llorenç  Soler, de Miquel  Francés, Universitat de València, 2004, DVC-PRO [présentation en ligne]